# Desabamento do Edifício Giselle
O Edifício Giselle foi um prédio localizado no centro de Jaboatão dos Guararapes, em Pernambuco, que desabou tragicamente às 13h15 do dia 1 de junho de 1977. O edifício, ainda em construção e com sete andares concluídos, era considerado o mais alto do centro comercial da cidade. O colapso resultou em 22 mortes e mais de 20 feridos, além de soterrar completamente a agência do Banco Mercantil de Pernambuco, que funcionava no pavimento térreo.

## Construção e Contexto
A construção do Edifício Giselle teve início em maio de 1973 e pertencia ao industrial Aluízio Pedrosa Pontes. O projeto previa sete andares e 28 apartamentos. O pavimento térreo foi adquirido pelo Banco Mercantil de Pernambuco, cujas modernas instalações foram inauguradas em 11 de outubro de 1976. Os demais pavimentos ainda estavam em fase de acabamento na época do colapso.
Antes da tragédia, peritos já haviam identificado falhas estruturais no edifício. Como medida corretiva, duas das colunas de sustentação foram reforçadas, e o trabalho estava em andamento na terceira coluna no momento do colapso.

## O Desastre
No dia 1 de junho de 1977, às 13h15, um forte estampido foi ouvido antes do prédio desmoronar completamente, transformando-se em uma pilha de destroços. A poeira tomou conta das praças Adalgisa Lubambo e Nossa Senhora do Rosário, e a população rapidamente se mobilizou para ajudar no resgate das vítimas.
O Corpo de Bombeiros, a Polícia Militar, o 14.º Batalhão de Infantaria do Exército, além de médicos, ambulâncias, operários de fábricas locais e diversas autoridades, participaram dos trabalhos de resgate. Apesar da gravidade do colapso, o número de vítimas poderia ter sido ainda maior, pois o expediente bancário havia acabado minutos antes e muitos funcionários já tinham deixado o prédio.
Entre as 22 vítimas fatais estavam cinco funcionários do banco, incluindo três mulheres, além de um professor, um funcionário público estadual, uma funcionária da prefeitura, quatro crianças e dez outras pessoas. Houve revolta entre os presentes porque, apesar dos pedidos de socorro, alguns sobreviventes foram retirados dos escombros apenas após terem falecido. A única sobrevivente resgatada com vida foi a tesoureira do banco, Laura Ribas de Albuquerque.
Dentre os relatos mais impactantes do desabamento, destaca-se o caso do escriturário Almir Francisco dos Santos, que chegou a conversar com um guarda durante os trabalhos de resgate, mas faleceu quando uma laje desabou sobre ele. Outro caso foi o da funcionária do banco Ana Maria Duarte, que permaneceu viva sob os escombros por várias horas, pedindo socorro, mas acabou falecendo antes de ser resgatada devido à demora na remoção dos destroços. O desespero dos familiares e amigos das vítimas se intensificou com a notícia de que alguns sobreviventes poderiam ter sido salvos caso o resgate tivesse sido mais rápido.

## Causas do Desabamento
As investigações apontaram falhas na estrutura do edifício como a principal causa do desmoronamento. O prédio deveria ter sete andares, mas foi construído com um andar extra, comprometendo a segurança da edificação. Além disso, os relatórios indicaram vários defeitos construtivos e a necessidade de reforço nas colunas, que estavam em processo de manutenção quando o colapso ocorreu.

## Impacto e Consequências
A tragédia marcou a história de Jaboatão dos Guararapes e gerou intensos debates sobre fiscalização e segurança em construções civis no Brasil. O caso também destacou a falta de infraestrutura adequada para resgates de grande porte, já que a remoção dos escombros foi dificultada pela ausência de equipamentos apropriados.
O jornal Diário de Pernambuco publicou diversas reportagens sobre o desastre, incluindo imagens do edifício antes e depois do colapso, relatos de sobreviventes e análises técnicas. O desabamento do Edifício Giselle repercutiu nacional e internacionalmente, sendo noticiado em vários meios de comunicação.
A tragédia reforçou a necessidade de fiscalização rigorosa na construção civil e de protocolos mais eficientes para emergências desse tipo, a fim de evitar novas catástrofes semelhantes no futuro.